# Deroy Duarte
Pour les articles homonymes, voir Duarte.
Deroy Duarte, né le 4 juillet 1999 à Rotterdam aux Pays-Bas, est un footballeur international cap-verdien qui évolue au poste de milieu central au Fortuna Sittard.

## Biographie

### Sparta Rotterdam
Né à Rotterdam aux Pays-Bas, Deroy Duarte est formé par l'un des clubs de sa ville natale, le Sparta Rotterdam. Il joue son premier match en professionnel le 12 août 2017, lors de la première journée de la saison 2017-208 d'Eredivisie contre le VVV Venlo. Il entre en jeu à la place de Stijn Spierings et son équipe s'incline par trois buts à zéro.

### Fortuna Sittard
Le 12 août 2021, Deroy Duarte s'engage en faveur du Fortuna Sittard pour un contrat de quatre saisons.

### En sélection
Deroy Duarte joue un total de six matchs avec l'équipe des Pays-Bas des moins de 20 ans, de 2018 à 2019.
Deroy Duarte décide finalement de représenter le Cap Vert. Il honore sa première sélection avec l'équipe nationale du Cap-Vert le 23 mars 2022 contre la Guadeloupe. Il entre en jeu ce jour-là et son équipe s'impose par deux buts à zéro. Toutefois, cette rencontre n'est pas considérée comme officielle par la FIFA. 
Il connait sa première titularisation le 25 mars suivant contre le Liechtenstein, lors d'une rencontre amicale. Son équipe s'impose largement par six buts à zéro ce jour-là.

## Vie privée
Deroy Duarte est le frère de Laros Duarte, lui aussi footballeur professionnel, avec lequel il a notamment joué au Sparta Rotterdam.